# Ultratop 50 Alternatieve albums
De Ultratop 50 Alternatieve Albums was een van de lijsten die behoorde tot de Vlaamse Ultratop 50. Het was een lijst met albums, dus wordt hij niet uitgezonden op radio of televisie. Deze lijst deed zijn intrede op 27 januari 2001 en werd op 19 mei 2012 stopgezet. 

## Enkele cijfers
- De Belgische Milow stond met zijn album The Bigger Picture 103 weken in de lijst. Het album stond er voor het laatst in op 25 april 2009. Die week stond Milow met 3 albums in de lijst: Met The Bigger Picture op 50, Coming of Age op 29 en Milow kwam nieuw binnen op 44.
- Er zijn wel meer artiesten die het lang uithouden in de lijst. Deze Albums stonden het langste in de lijst. Het langst genoteerde album, ""A Rush of Blood to the Head van Coldplay stond maar liefst 153 weken in de lijst. Ozark Henry met Birthmarks staat op de 2e plaats met 134 weken in de hitlijst. Op plaats 3 staat Foo Fighters met hun album Greatest Hits. Hun album stonden 131 weken genoteerd.

Het gebeurt dikwijls dat albums die er een langere periode in staan, uit de lijst vallen maar dan weer terugkeren.